# Виверження Сент-Геленс 1980 року
Виверження вулкана Сент-Геленс 1980 року на північному заході США — одне з найбільших вивержень вулканів у XX столітті.

## Передісторія
Гора Сент-Геленс розташована у південно-східній частині штату Вашингтон, за 154 км на південь від міста Сієтл. Є частиною Каскадних гір. Цей стратовулкан виявляв активність протягом усієї історії свого існування. Люди індіанського племені клікітат, що здавна проживають на цій території, називають його Лува-Клу, що означає «Гора, що димить».

## Хронологія виверження

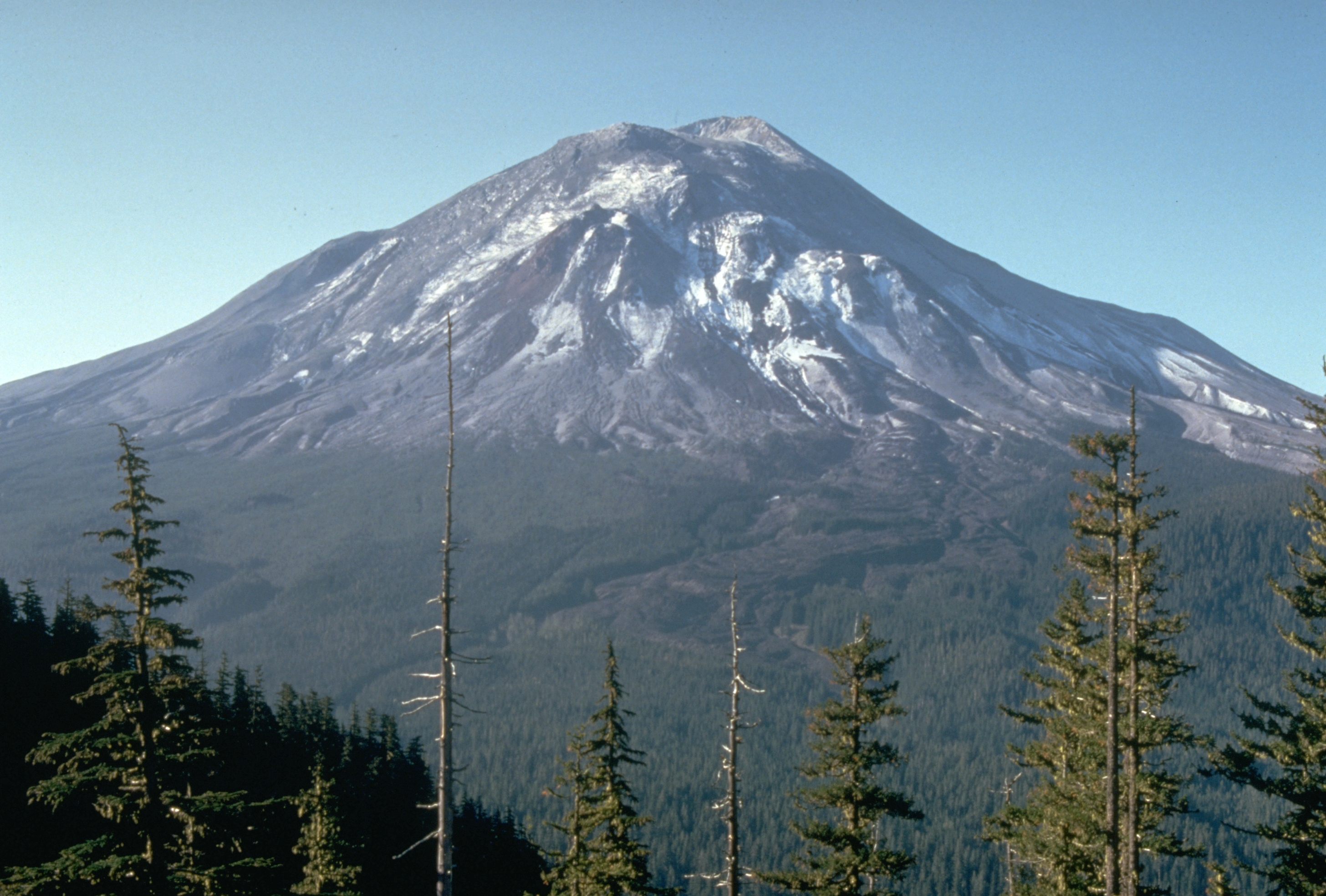
Гора Сент-Геленс до виверження

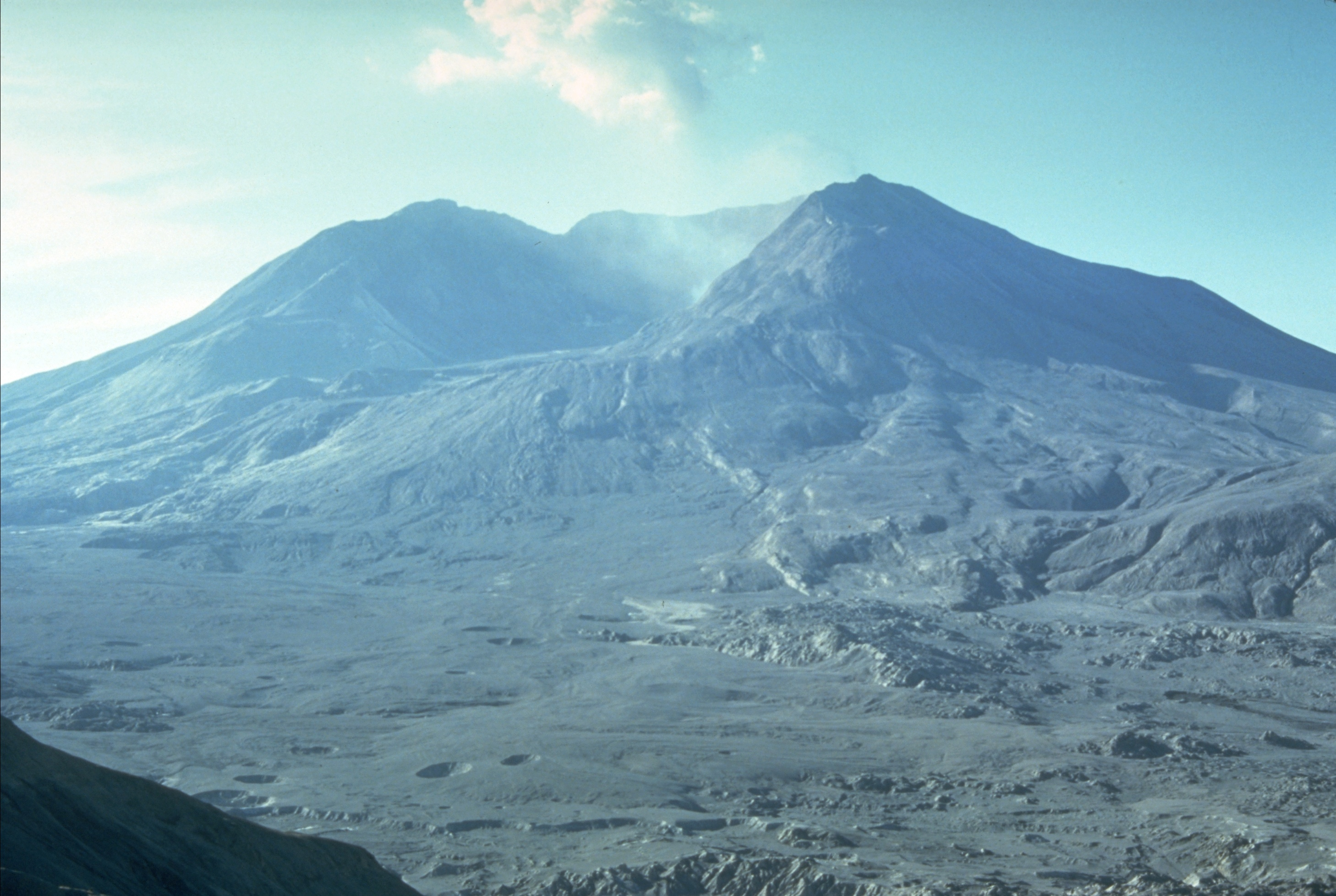
Гора Сент-Геленс після виверження

До виверження прилегла до нього територія досить часто відвідувалась туристами, що бажали помилуватися місцевими красотами. Це місце привертало до себе і вулканологів. 20 березня 1980 року в районі Сент-Геленс було зафіксовано землетрус магнітудою 4,1 за шкалою Ріхтера з епіцентром в надрах вулкана. Цій події не надали особливого значення. Однак через п'ять днів альпіністам було заборонено здійснювати сходження на гору. 27 березня, після 123 років мовчання, гора знову ожила. З кратера, що утворився в результаті невеликого вибуху, на висоту 3 км піднявся фонтан попелу. Хмари, що закривали вершину гори, заважали натовпу цікавих спостерігати за тим, що відбувалося. Протягом наступних днів було зареєстровано ще кілька підземних поштовхів. 3 квітня після обстеження фахівцями прилеглої до вулкана території було оголошено надзвичайний стан. Величезну небезпеку представляли попіл, уламки кам'яних брил і льоду, що постійно летіли зверху. З метою безпеки довелося евакуювати туристів. Дві особливо небезпечні зони поруч з вулканом були демарковані, і перебувати всередині в момент виверження нікому не дозволялося. На частку лісників і поліцейських випало чимало труднощів: їм належало стежити за тим, щоб ніхто з охочих задовольнити свою цікавість не міг проникнути на територію по одній з доріг.
З середини квітня до першого тижня травня, на подив присутніх вулканологів, не спостерігалося жодного виверження. Однак всередині самого вулкана йшов процес накопичення газів і магми. Купол, що утворився на північній стіні, щодня збільшувався на 2 м. 17 травня через небезпеку сходження лавин і зсувів місцеві жителі однієї із зон були евакуйовані в безпечне місце. Другу зону евакуювали на наступний день вже в умовах хаосу і паніки. Ранок 18 травня видався сонячним і спокійним. О 8 годині 32 хвилини було зафіксовано землетрус магнітудою 5,3. Те, що відбулося в наступні хвилини викликало здивування у всіх. Вулкан, що витримав сотні землетрусів протягом декількох тижнів, не зміг винести сили останнього поштовху. Найвеличезніший за всю історію зсув утворився за лічені секунди. Маса породи об'ємом близько 3 км³ понеслася вниз зі швидкістю 250 км/год. Зсув знизив тиск всередині кратера, і це призвело до нового вибуху. На десятки кілометрів навколо з кратера полетіло каміння і розпечені продукти виверження. Лід на вершині гори почав танути і, змішавшись з попелом, лавою і камінням, утворив чергову лавину. В результаті виверження плініанського типу з конуса зметнулася хмара попелу, яка за 15 хвилин піднялася на висоту 25 км. Через три години попіл досяг Західного узбережжя США. Над всією територією Сполучених Штатів було припинено повітряне сполучення. Внаслідок страшного вибуху зменшилася висота гори: з 2950 до 2550 м.

## Наслідки
Внаслідок несподіваного сходження лавини під час виверження загинуло 57 осіб.
На постраждалій від виверження території були повністю знищені флора і фауна. За можливим даними, зникло більше 5000 оленів, 1500 американських лосів, 200 ведмедів, тисячі птахів, риб і гризунів. Територія була повністю спустошена. Пірокластичні матеріали, що спускалися з північного схилу з температурою 1200 °С, розповзалися по поверхні, змішуючись з попелом і пемзою. В результаті утворився шар вулканічної породи завтовшки 20 м. Через два тижні після виверження його температура зменшилася до 650 °С. В результаті сходу лавини і викиду вулканічних матеріалів в одну мить було знищено 18 млн дерев.
В озері Спіріт-Лейк, що розташоване біля підніжжя Сент-Геленс, температура води в результаті зсуву піднялася до 100 °С, викликавши загибель всього живого. Внаслідок виверження розміри озера збільшилися вдвічі. В даний час рослинний і тваринний світ поступово відроджується.
Вулкан зруйнував 200 будинків, 47 мостів, 30 км залізничного полотна і близько 300 км автомобільних доріг.